# Весна (правозащитный центр)
Правозащитный центр «Весна» (бел. праваабарончы цэнтр «Вясна») — белорусская правозащитная организация, лишённая властями государственной регистрации.

## История
В 1997 году правозащитный центр «Весна» был зарегистрирован как Минская городская организация (под названием «Весна-96»). В 1999 году — как республиканское правозащитное общественное объединение.
В октябре 2003 года центр был ликвидирован решением Верховного суда Республики Беларусь. Причиной для ликвидации послужило участие членов организации в наблюдении за президентскими выборами 2001 года.
6 марта 2004 года центр «Весна» был принят в Международную федерацию прав человека.
24 июня 2007 года Комитет по правам человека ООН признал, что, ликвидировав правозащитный центр «Весна», белорусские власти нарушили пункт 1 статьи 22 Международного пакта о гражданских и политических правах. Однако в самом Минске это решение проигнорировали, выразив мнение, что соображения КПЧ ООН являются лишь рекомендательными.
Попытки зарегистрировать «Весну» заново не увенчались успехом. Все три отказа в регистрации были также признаны решением КПЧ ООН нарушением Беларусью статьи 22 Международного Пакта о гражданских и политических правах. После третьего отказа в регистрации члены Совета организации заявили о прекращении дальнейших попыток регистрации ввиду их бессмысленности и продолжении деятельности без государственной регистрации.
В 2011 г. Генеральная прокуратура за подписью Генерального прокурора Григория Василевича вынесла председателю «Весны» А. Беляцкому предупреждение о недопустимости осуществления деятельности от имени незарегистрированной организации и о возможном привлечении к уголовной ответственности по ст. 193.1 УК Беларуси в случае продолжения такой деятельности. Постановление было обжаловано им, но оставлено в силе районным судом в июне 2011 года. Комиссар Совета Европы по правам человека Томас Хаммарберг упомянул в своём заявлении о преследовании правозащитников в Беларуси обыск в помещениях «Весны» и заявления официальных лиц, целью которых стал А. Беляцкий. Организация в том же году получила символическую премию Свободы от Атлантического совета. Отмечается также проверка в офисе организации на наличие взрывчатки.
Осенью 2020 года организация и Алесь Беляцкий стали лауреатами премии «За правильный образ жизни». В июле 2021 года Центр был удостоен премии имени Марион Дёнгоф.
29 сентября 2022 организация стала лауреатом премии Albie Awards в категории «Справедливость для Защитников Демократии».
В 2022 году правозащитный центр стал победителем премии «Human rights tulip».
7 октября 2022 года, председатель Правозащитного центра «Весна» Алесь Беляцкий стал лауреатом Нобелевской премии мира. Он стал четвёртым человеком, получившим эту премию, находясь в тюрьме или под стражей.
В 2023 году центр получил премию ООН в области прав человека за 2023 год. Церемония вручения состоялась 15 декабря в штаб-квартире ООН в Нью-Йорке.

## Противодействие властей ПЦ «Весна»
4 августа 2011 года в доме правозащитника и главы ПЦ «Весна» Алеся Беляцкого, офисе правозащитного центра, прошли обыски. Вице-президент Международной федерации прав человека Алесь Беляцкий был задержан в Минске. После обеда возле минского офиса центра стали собираться подозрительные люди в штатском. Сотрудники «Весны» ещё до прихода «гостей» покинули свой офис, и в помещении никого не было. По словам правозащитника Андрея Сушко во дворах стояли две машины с людьми в штатском, а на скамейке у подъезда сидел участковый.
В доме у председателя «Весны» Алеся Беляцкого прошёл обыск. Самого Беляцкого задержали недалеко от квартиры на площади Победы (находился под стражей с 4 августа 2011 года). В момент обыска в доме присутствовала только его жена.
Обыск в квартире и офисе прошёл по приказу Департамента финансовых расследований. В квартире обыск начался в 17:30. Возле офиса дежурили 5 человек — сотрудники КГБ и Департамента финансовых расследований Комитета госконтроля, ожидающих приезда самого Беляцкого, чтобы провести обыск и в офисе.
Журналист и руководитель Белорусского свободного театра Николай Халезин прокомментировал информацию об обысках в правозащитном центре:

На сегодняшний день, правозащитный центр «Весна» — самая эффективная из белорусских правозащитных организаций. Именно структура Алеся Беляцкого на своих плечах вытащила защиту в судах осуждённых по делу «19 декабря», убеждая адвокатов заняться этими сложными и рискованными делами. Именно она организовала сбор львиной доли финансовых фондов поддержки репрессированных и их семей. Можно предъявить много претензий этой организации, как и любой другой живой структуре, работающей в условиях несвободы, но, по факту, они сегодня лучшие. И именно поэтому на них сегодня направлен основной удар, призванный выбить одну из опор, поддерживающих белорусское сопротивление. <…> Теперь под ударом находится не только Алесь Беляцкий и Правозащитный центр «Весна», но и целый ряд белорусских независимых общественных организаций и общественных деятелей.

8 августа докладчик ПАСЕ по Беларуси А. Херкель расценил арест Беляцкого как очередной пример запугивания гражданского общества.
6 июля 2012 года суд Партизанского района Минска решил конфисковать минский офис и часть имущества правозащитного центра «Весна». По словам одного из сотрудников офиса Валентина Стефановича, конфискация офиса осуществляется на том основании, что Алесь Беляцкий был приговорён к лишению свободы с конфискацией имущества, а квартира, где находится офис, оформлена в его частную собственность.
26 ноября 2012 года, через год после того, как был осуждён Алесь Беляцкий (на квартире которого и располагался офис незарегистрированного в республике центра), государство конфискавало офис центра «Весна», и правозащитники были вынуждены покинуть его. За время существования этого офиса в нём побывали тысячи граждан, которым сотрудниками центра оказывалась правовая помощь, собирались средства для поддержки политзаключённых, проводились пресс-конференции, тренинги и семинары. Сотрудники организации временно перенесли своё место работы в офис движения «За Свободу». Перед переездом из офиса, 24-25 ноября, в Литве состоялось общее собрание активистов «Весны», на котором присутствовали представители всех региональных отделений организации и центрального офиса.
С 2012 года день ареста Алеся Беляцкого в ряде стран некоторыми участниками стал отмечаться как Международный день Солидарности с гражданским обществом Беларуси.
21 июня 2014 года Алеся Беляцкого освободили досрочно.

### Репрессии 2020—2021 годов
В период с сентября 2020 по январь 2021 года были арестованы активисты «Весны»: Марфа Рабкова, Леонид Судаленко, Татьяна Ласица, Андрей Чепюк. Признанные политическими заключёнными, они получили премию «Человек человеку», награду в области прав человека, за 2020 год.
В рамках погрома общественных организаций в июле 2021 года прошли обыски в Центре и помещениях правозащитников, задержаны почти все представители «Весны», которые на тот момент были в Беларуси, в том числе Алесь Беляцкий. Арестованные по уголовным делам о подготовке массовых беспорядков и неуплате налогов активисты были признаны политическими заключёнными.
30 декабря 2021 года власти Беларуси через суд Железнодорожного района Гомеля признали информационную продукцию телеграмм-канала «Весны» и всех её соцсетей экстремистскими материалами.
В августе 2023 года белорусские власти объявили «Весну» экстремистским формированием. Участие в деятельности экстремистского формирования по белорусским законам является уголовным преступлением.